# Australian Championships 1968
Gli Australian Championships 1968 (conosciuti oggi come Australian Open) sono stati la 56ª edizione degli Australian Championships e prima prova stagionale dello Slam per il 1968. Si è disputato dal 19 al 29 gennaio 1968 sui campi in erba del Kooyong Stadium di Melbourne in Australia. Il singolare maschile è stato vinto dall'australiano Bill Bowrey, che si è imposto sullo spagnolo Juan Gisbert in 4 set. Il singolare femminile è stato vinto dalla statunitense Billie Jean King, che ha battuto in 2 set l'australiana Margaret Court. Nel doppio maschile si è imposta la coppia formata da Dick Crealy e Allan Stone, mentre nel doppio femminile hanno trionfato Karen Krantzcke e Kerry Ann Reid. Il doppio misto è stato vinto da Billie Jean King e Dick Crealy.

## Risultati

### Singolare maschile
Bill Bowrey ha battuto in finale  Juan Gisbert per 7-5, 2-6, 9-7, 6-4.

### Singolare femminile
Billie Jean King ha battuto in finale  Margaret Court  per 6-1, 6-2.

### Doppio maschile
Dick Crealy /  Allan Stone hanno battuto in finale  Terry Addison /  Ray Keldie per 10-8, 6-4, 6-3.

### Doppio femminile
Karen Krantzcke /  Kerry Ann Reid hanno battuto in finale  Judy Tegart Dalton /  Lesley Turner Bowrey per 6-4, 3-6, 6-2.

### Doppio misto
Billie Jean King /  Dick Crealy hanno battuto in finale  Margaret Smith Court /  Allan Stone per walkower.